# タラ・エア

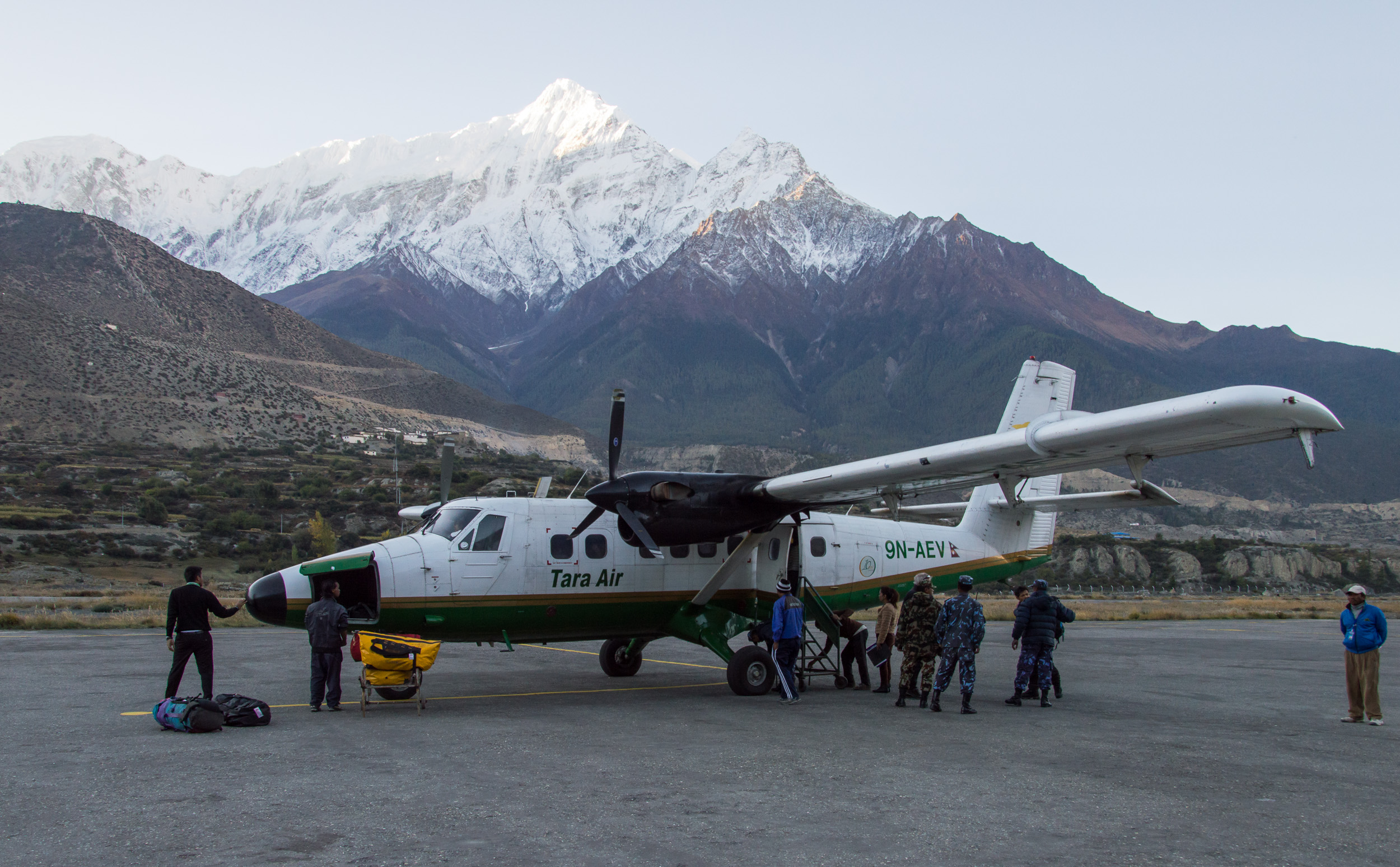
DHC-6型機

タラ・エア（Tara Air）は、ネパールのカトマンズに本社を置く航空会社である。
コーポレートスローガンは、「Helping Build the Rural Nepal(ネパールの農村部の開発を支援)」である。

## 概要
2009年、ネパールの遠隔地や山岳地帯の各空港を結ぶ航空会社としてイエティ航空より設立した。
定期便だけでなく、穀物、医薬品、救援物資など、奥地に不可欠な物資を輸送したり、救助のためにチャーター便を運航する場合もある。

## 主な就航路線
| 目的地         | 空港コード (IATA) | 空港                   | 備考     |
| -------------- | ----------------- | ---------------------- | -------- |
| カトマンズ     | KTM               | トリブバン国際空港     | ハブ空港 |
| ポカラ         | PKR               | ポカラ空港             |          |
| ファプルー     | PPL               | ファプルー空港         |          |
| ボジプル       | BHP               | ボジプル空港           |          |
| ルクラ         | LUA               | テンジン・ヒラリー空港 |          |
| ラムジャター   | RUM               | ラムジャター空港       |          |
| ネパールガンジ | KEP               | ネパールガンジ空港     |          |
| ドルパ         | DOP               | ドルパ空港             |          |
| シミコット     | IMK               | シミコット空港         |          |
| バジュラ       | BJU               | バジュラ空港           |          |
| ジョムソン     | JMO               | ジョムソン空港         |          |